# Lac aux Grandes Pointes
Le lac aux Grandes Pointes est un plan d'eau douce traversé par la rivière Alex, coulant dans le territoire non organisé de Passes-Dangereuses, dans la municipalité régionale de comté (MRC) Le Fjord-du-Saguenay, dans la région administrative de la Saguenay-Lac-Saint-Jean, dans la province de Québec, au Canada.
Le lac aux Grandes Pointes chevauche les cantons de Constantin et de Saint-Onge. Il est l'un des plus importants plans d'eau de la zec des Passes où est situé dans la partie Ouest de cette zec.
La foresterie constitue la principale activité économique du secteur ; les coupes de bois ont débuté à la fin du XIXe siècle enclenchant la construction d'une route forestière en bordure Ouest du lac et l’aménagement d'un barrage à son embouchure pour faciliter le flottage des billes de bois et la drave. Les activités récréotouristiques arrivent en second.
La route forestière R0250 remonte vers le Nord en empruntant la vallée de la rivière Alex et passe du côté Ouest du Lac aux Grandes Pointes. D’autres routes forestières secondaires qui desservent ce secteurs sont particulièrement utiles pour les besoins de la foresterie et des activités récréotouristiques,,.
La surface du Lac aux Grandes Pointes est habituellement gelée de la fin novembre au début avril, toutefois la circulation sécuritaire sur la glace se fait généralement de la mi-décembre à la fin mars.

## Géographie
Enclavé entre les montagnes, le lac aux Grandes Pointes est formé par un élargissement de la rivière Alex sur 8,1 km de son cours intermédiaire. Son pourtour comporte sept presqu’îles et de nombreuses autres petites pointes s’avançant dans le lac. Ce lac compte onze îles de formes variées. Ce lac comporte une profondeur de 58 m. La topographie de cette zone comporte des sommets escarpés, recouverts de forêts.
Les principaux bassins versants voisins du lac aux Grandes Pointes sont :
- côté Nord : rivière Alex, rivière du Nord, lac Alex, ruisseau Margot, rivière du Portage ;
- Côté Est : crique des Trèfles, crique Vincent, rivière Péribonka, lac Onatchiway, rivière du Portage ;
- côté Sud : rivière Alex, rivière Péribonka, rivière des Épinettes Noires, rivière Épiphane ;
- côté Ouest : rivière des Épinettes Noires, rivière des Aigles, crique aux Chiens, crique François, Petite rivière Péribonka[1].

Le Lac aux Grandes Pointes comporte une longueur de 8,2 km, une largeur maximale de 2,8 km et une altitude de 383 m. Le Lac aux Grandes Pointes est un plan d'eau en forme de Y qui reçoit les eaux de la rivière du Nord par la baie du Nord-Ouest et les eaux de la rivière Alex du Nord-Est. Il est aussi alimenté par cinq décharges de lacs ou ruisseaux.
Le Lac aux Grandes Pointes est situé entièrement en milieu forestier dans le territoire non organisé de Passes-Dangereuses. Il est enclavé entre les montagnes dont les principaux sommets atteignent 605 m à l’Est où il y avait une tour de garde-feu, 581 m à l’Ouest et 613 m au Nord.
L’embouchure du Lac aux Grandes Pointes est localisée à :
- 18,2 km à l’Est de la rivière Péribonka ;
- 30,6 km au Nord de l’embouchure de la rivière Alex ;
- 28,1 km au Nord-Est du centre du village de Saint-Ludger-de-Milot ;
- 55,3 km au Nord de l’embouchure du lac Saint-Jean ;
- 61,1 km au Nord-Est du centre-ville de Alma ;
- 54,1 km au Nord-Est de l’embouchure de la rivière Péribonka (confluence avec le lac Saint-Jean)[1].

À partir de l’embouchure de la rivière Alex, le courant descend sur km le cours de la rivière Péribonka, d’abord vers le Nord-Ouest, puis vers le Sud-Ouest. À l’embouchure de cette dernière, le courant traverse le lac Saint-Jean sur 29,3 km vers l’Est, puis emprunte le cours de la rivière Saguenay vers l’Est jusqu'à la hauteur de Tadoussac où il conflue avec le fleuve Saint-Laurent.

## Toponymie
Jadis, la rivière Alex comptait deux plans d’eau désignés « lac Alex » et un autre en amont désigné « petit lac Alex ». Ce toponyme a été officialisé en 1948 à la Commission de géographie du Québec. Les Innus désignent ce plan d’eau Tehtamin Shakahikan, signifiant « lac de la baie noire ».
Le toponyme « Lac aux Grandes Pointes » a été officialisé le 5 décembre 1968 par la Commission de toponymie du Québec, soit à la création de cette commission.